# 河东区 (临沂市)
河东区是中国山东省临沂市所辖的一个市辖区。位於山東省東南部，臨沂市東部。東與莒南縣、臨沭縣毗連，南靠郯城縣，西隔沂河與蘭山區相望，北鄰沂南縣，總面積613.39平方公里。區人民政府駐九曲街道。

## 行政区划
河东区下辖8个街道办事处、3个镇：
九曲街道、芝麻墩街道、梅埠街道、相公街道、太平街道、汤头街道、凤凰岭街道、朝阳街道办事处、汤河镇、八湖镇和郑旺镇。

## 人口
根據第七次全国人口普查數據，截至2020年11月1日零時，河東區常住人口908324人。